# Cardiophorus proximus
Cardiophorus proximus là một loài bọ cánh cứng trong họ Elateridae. Loài này được Lanchester miêu tả khoa học năm 1971.